# Max Nordau

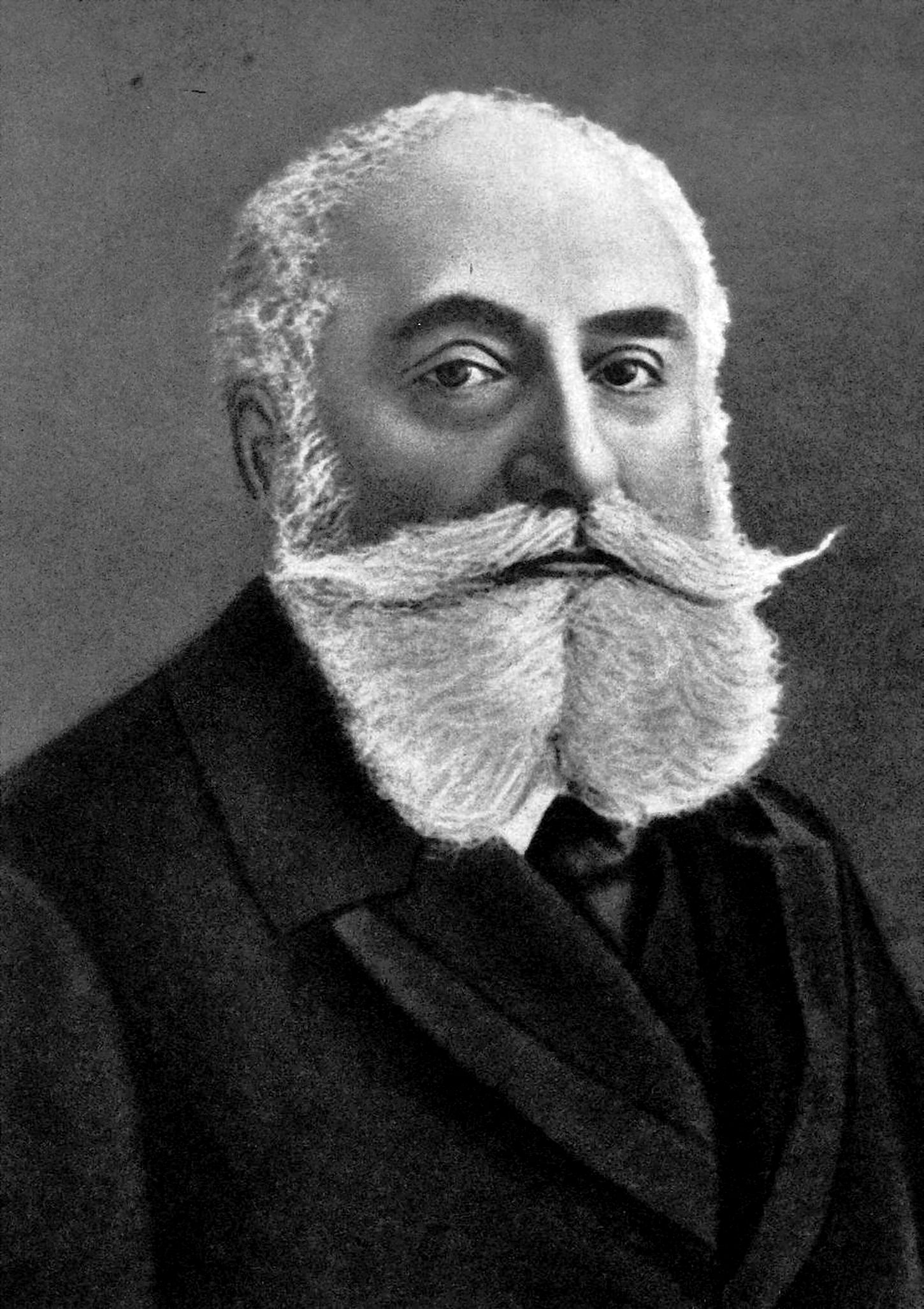
Max Nordau

Max Simon Nordau, oorspronkelijke naam: Max Simon Südfeld (Boedapest, 29 juli 1849 – Parijs, 23 januari 1923) was een Hongaars-joods arts, auteur, maatschappijcriticus en - samen met landgenoot Theodor Herzl - een van de oprichters van de World Zionist Organization. 

## Biografie
Max Nordau werd in Boedapest geboren als zoon van een rabbijn. Hij keerde zich echter af van zijn religieuze opvoeding. Als correspondent van een Weense krant reisde de jonge Max Nordau door heel Europa. Na een studie medicijnen vestigde hij zich in 1880 in Parijs en begon daar een artsenpraktijk. Hij bleef daarnaast een productief schrijver. 
Zijn succesvolste boek was Die conventionellen Lügen der Kulturmenschheit (1883). Dit polemische werk was een felle aanval op de irrationaliteit, het egoïsme en het nihilisme van zijn tijd. Het boek werd in 15 talen vertaald, maar vanwege zijn kritiek op de kerken werd het verboden in Rusland en Oostenrijk-Hongarije. 
In zijn boek Entartung (1893) legde hij een verband tussen de gedegenereerde maatschappij en de in zijn ogen 'ontaarde kunst' van zijn tijd. Het verloederen van de samenleving werd gesymboliseerd én gevoed door de moderne kunst. Later namen de nazi's de ideeën van de jood Nordau over de kunst over en verboden deze Entartete Kunst. Ironisch genoeg stelden de nazi's vooral de joden verantwoordelijk voor deze verwerpelijke kunstuitingen. 
Onder invloed van het opkomende antisemitisme in Europa werd zijn joodse achtergrond belangrijker voor Nordau. In 1892 ontmoette Nordau de charismatische joodse nationalist Theodor Herzl. Deze was een voorvechter van een eigen nationale staat voor de joden en de grondlegger van het zionisme. Samen met Herzl richtte Nordau in 1897 de World Zionist Organization (WZO) op. Max Nordau was op de zionistische congressen een van de prominente sprekers. Na de dood van Herzl in 1904 raakte Nordau echter in onmin met de zogenaamde 'praktische zionisten', die zonder garanties op politieke zelfstandigheid Palestina wilden koloniseren. Nordau nam na 1911 niet meer deel aan de zionistische congressen. 
In 1923 overleed Max Nordau in Parijs. Drie jaar later werd hij herbegraven in Tel Aviv.
De Franse kunstschilderes Maxa Nordau (1897-1993) was zijn dochter.

## Werken
- 1882 Der Krieg der Millionen
- 1883 Die conventionellen Lügen der Kulturmenschheit
- 1885 Paradoxe
- 1888 Die Krankheit des Jahrhunderts
- 1892-93 Entartung
- 1894 Entartung und Genie
- 1921 Biologie der Ethik